# 拉沙佩勒布朗什
拉沙佩勒布朗什（法語：La Chapelle-Blanche，法語發音：[la ʃapɛl blɑ̃ʃ] ⓘ，意为“白色小圣堂”）是法国萨瓦省的一个市镇，位于该省西南部，属于尚贝里区。同名市镇在法国西北部的阿摩尔滨海省亦有出现。

## 地理
拉沙佩勒布朗什（45°26'52"N, 6°4'20"E）面积4.13 平方千米，位于法国奥弗涅-罗讷-阿尔卑斯大区萨瓦省，该省份为法国东部省份，历史上为薩伏依的一部分，北起上萨瓦省，西接伊泽尔省和安省，南部和东部与上阿尔卑斯省和意大利接壤。
与拉沙佩勒布朗什接壤的市镇（或旧市镇、城区）包括：勒穆塔雷、圣马克西曼、代特里耶、莱索、莱莫莱特、维拉鲁。
拉沙佩勒布朗什的时区为UTC+01:00、UTC+02:00（夏令时）。

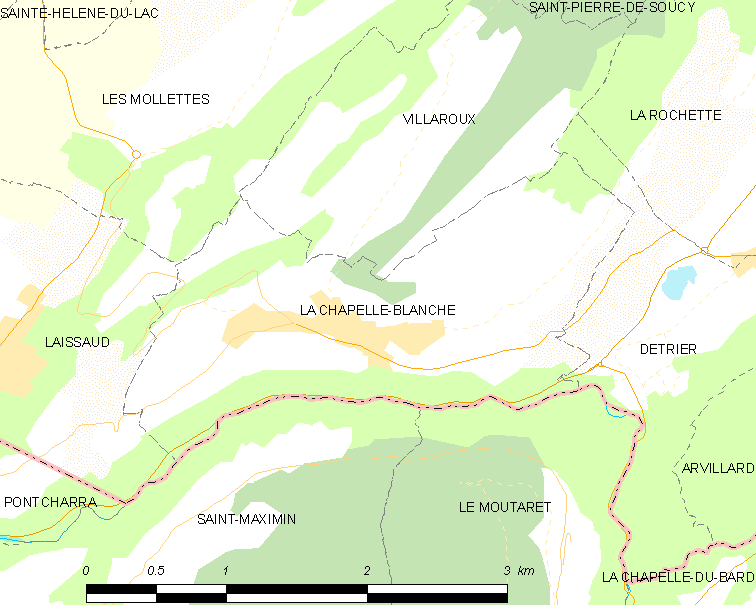
拉沙佩勒布朗什的OSM定位图

## 行政
拉沙佩勒布朗什的邮政编码为73110，INSEE市镇编码为73075。

## 政治
拉沙佩勒布朗什所属的省级选区为蒙梅利扬县。

## 人口

1962-2008年间拉沙佩勒布朗什人口变化图示

拉沙佩勒布朗什于2022年1月1日时的人口数量为591人。